# HD143939
HD143939 — подвійна зоря. 
Ця подвійна система має видиму зоряну величину в смузі V приблизно 7,0.
Вона розташована на відстані близько 546,3 світлових років від Сонця.

## Подвійна зоря
Головна зоря цієї системи належить до хімічно пекулярних зір й має спектральний клас B9.
В той же час спектральний клас іншої компоненти залишається  ще не визначеним.

## Фізичні характеристики
Телескоп Гіппаркос зареєстрував фотометричну змінність  даної зорі з періодом    1,85 доби в межах від  Hmin= 6,95 до  Hmax= 6,89.

## Пекулярний хімічний склад
Зоряна атмосфера HD143939 має підвищений вміст 
Cr
.